# Sede do Jornal l’Humanité
A Sede do Jornal L’Humanité foi projetada em 1987 pelo arquiteto Oscar Niemeyer e inaugurada em 1989, no Centro Histório do Seine-Saint-Denis.
O edifício é em concreto armado e pele de vidro.